# Andineptus pongus
Andineptus pongus är en mångfotingart som beskrevs av Chamberlin 1941. Andineptus pongus ingår i släktet Andineptus och familjen Spirostreptidae. Inga underarter finns listade i Catalogue of Life.